# Gare de Bassens
Gare de Bassens – stacja kolejowa w miejscowości Bassens, w departamencie Żyronda, w regionie Nowa Akwitania, we Francji. Jest zarządzana przez SNCF i obsługiwana przez pociągi TER Nouvelle-Aquitaine. 

## Położenie
Znajduje się na linii Paryż – Bordeaux, na km 574,622 między stacjami La Gorp i Cenon, na wysokości 15 m n.p.m.

## Linie kolejowe
- Linia Paryż – Bordeaux
- Linia Bassens – Bec-d'Ambès